# Font Awesome
Font Awesome – zestaw narzędzi do tworzenia czcionek i ikon oparty na językach programowania CSS i LESS. Został opracowany przez Dave'a Gandy'ego do użytku z Twitter Bootstrap, później został włączony do BootstrapCDN. Font Awesome ma 20% udziału w rynku wśród tych stron internetowych, które korzystają z zewnętrznych skryptów czcionek na swojej platformie, zajmując drugie miejsce po Google Fonts.
Wersja 6 została wydana [IDK] r. z 1278 ikonami. Jest ona dostępna jest w dwóch pakietach: bezpłatna Font Awesome Free i płatna Font Awesome Pro. Bezpłatne wersje (wszystkie wersje do wersji 4 i bezpłatna wersja 5) są dostępne na licencji SIL Open Font License 1.1, Creative Commons 4.0 i MIT.